# Algonquin Provincial Park

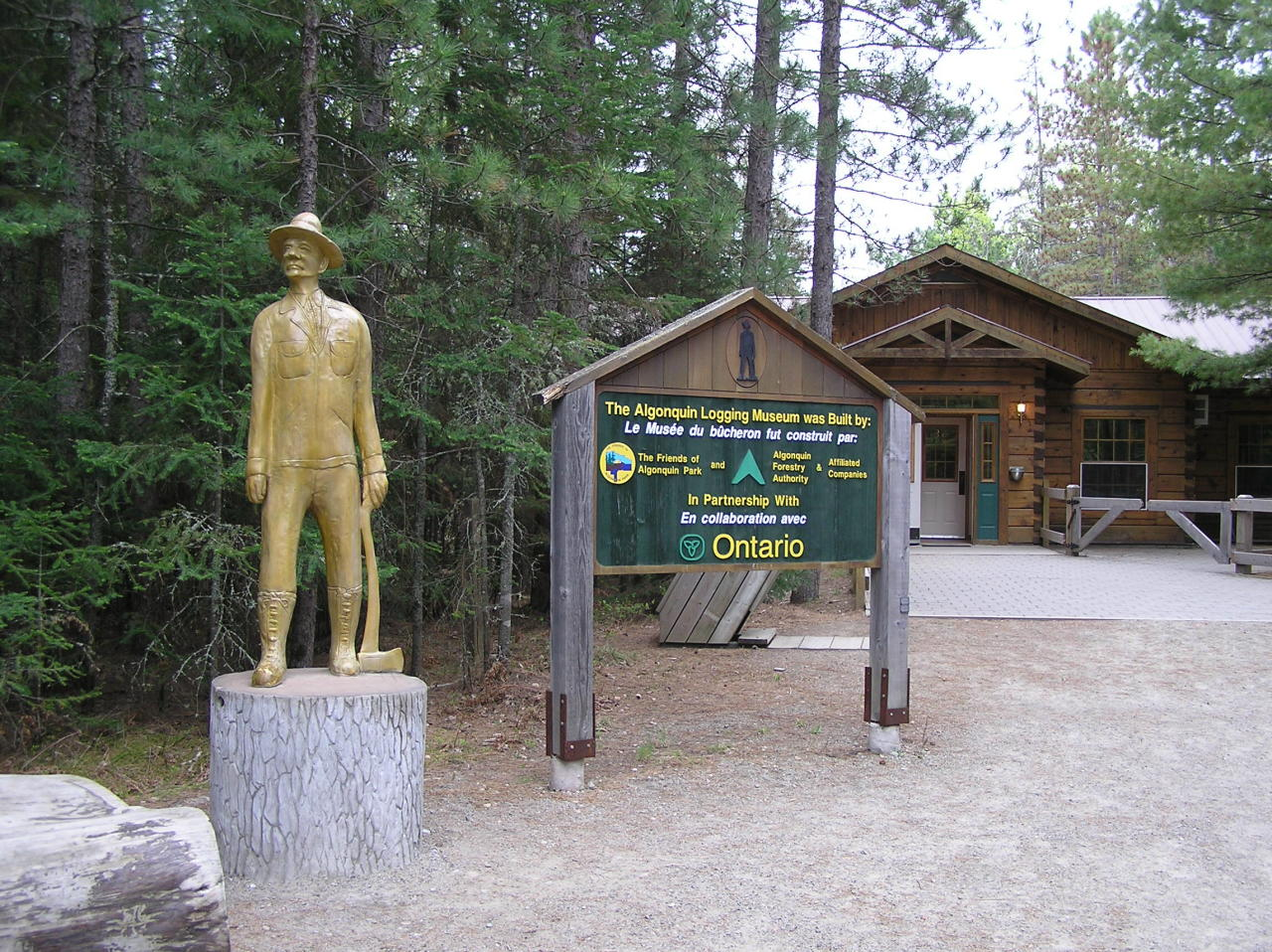
Eingang zum Holzfällermuseum

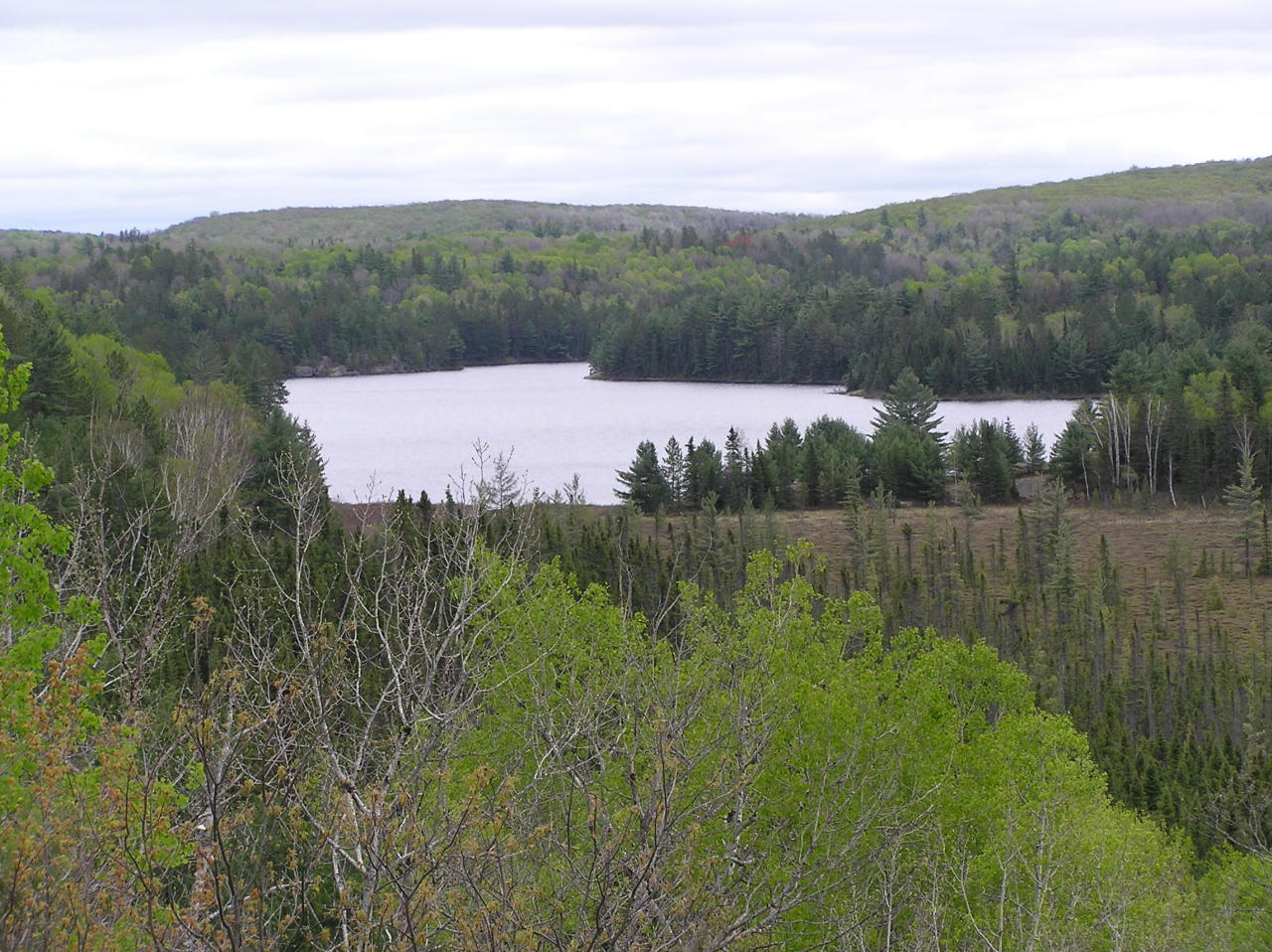
Wald- und Seenlandschaft im Mai 2007

Der Algonquin Provincial Park ist ein 7725 km² großer Naturpark in der kanadischen Provinz Ontario. Der Park der Natural Environment Class hat nicht nur Laub- und Nadelwälder, sondern auch Sümpfe und hochragende Felswände und über 2400 Seen zu bieten. Er befindet sich nördlich des Ontariosees in einem Dreieck zwischen den Städten Greater Sudbury im Westen, Toronto im Süden und Ottawa im Osten. Toronto ist etwa 200 km Luftlinie entfernt. Der Park – aus 1893 – ist der älteste Naturpark Ontarios und wurde 1992 zur National Historic Site of Canada erklärt. Der Park ist dabei Bestandteil des 2002 entstandenen, wesentlich größeren Biosphärenreservat Frontenac Arch, zu dem auch der Thousand-Islands-Nationalpark gehört.
Der Highway 60 verläuft auf ca. 60 km Strecke (vom Ost- bis zum Westtor) durch den südlichen Park. An dieser Straße befinden sich große Campingplätze, ein Besucherzentrum und ein Holzfällermuseum. Die nächsten Ortschaften sind Huntsville und Dwight im Muskokagebiet im Westen sowie Whitney im Ottawa Valley im Osten.
Der Algonquin Provincial Park ist beliebtes Erholungsziel für Kanadier, insbesondere aus Toronto und Ottawa, aber auch ein Touristenmagnet. Etwa 750.000 Touristen besuchen jedes Jahr den Park und machen dort Tages- oder mehrtägige Wanderungen oder Kanutouren. Im Park leben ca. dreitausend Elche, etwa zweitausend Schwarzbären, Wölfe und Biber. Die Biberpopulation beträgt etwa 30.000 Tiere.
Der Park bietet außer Camping-Möglichkeiten auch Gelegenheiten zum Fotografieren, Vögel zu beobachten, zu wandern und zu angeln. Zahlreiche Fernwanderwege führen den Wanderer zu den entlegensten Orten des Parkes und über 1600 km Kanurouten und ca. 1500 Lagerplätze laden zum Übernachten im Park ein. Der Park gehört, sowohl im Sommer- wie auch im Winterhalbjahr, zu den drei am meist besuchten Parks in der Provinz.

## Geschichte des Parks

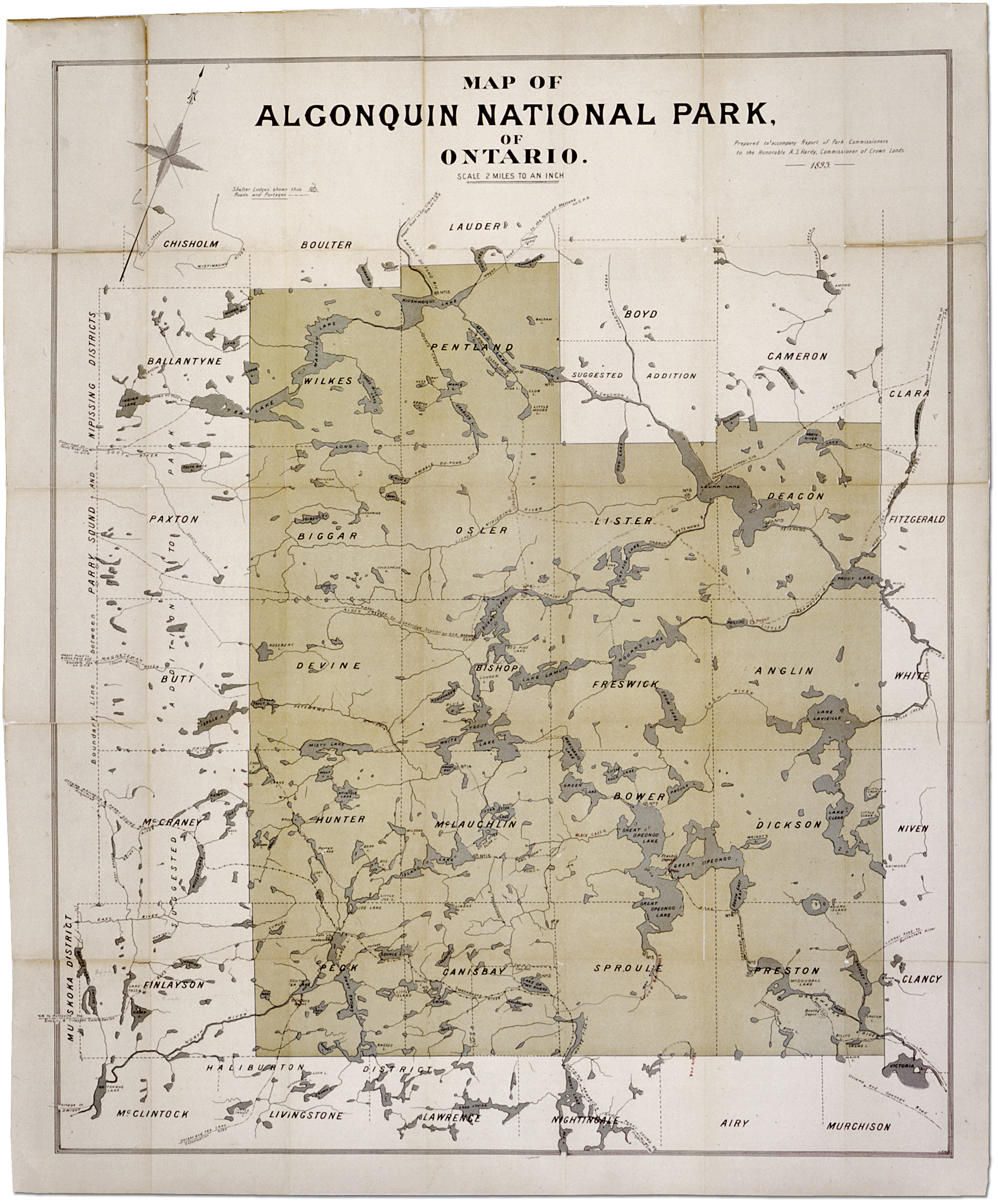
Karte für den Bericht der Park Commissioners an A. S. Hardy, Commissioner of Crown Lands, 1893

Nach der letzten Eiszeit, vor etwa elftausend Jahren, entstand die Landschaft des heutigen Algonquin Provincial Park mit ihren Felsklippen, Flüssen und Seen. Vor etwa neuntausend Jahren siedelten hier die ersten Menschen, die Ureinwohner Nordamerikas, eine Jäger- und Sammlerkultur.
Samuel de Champlain war wohl der erste Europäer in diesem Gebiet, ein von der französischen Regierung beauftragter Kartograph. Bis 1829 erscheinen in den Quellen keinerlei Nachrichten, wenn wir auch mit Waldläufern rechnen müssen. Erst Alexander Shirreff besuchte und beschrieb das Gebiet 1829. Fast zur gleichen Zeit besuchte es der Kartograph David Thompson. Wenige Jahre später arbeiteten sich die Holzfällerunternehmen am Ottawa an den Flüssen entlang nordwärts, d. h. vor allem am Bonnechère, Petawawa und Madawaska. Dabei waren die präzisen Karten etwa von John Snow sehr hilfreich.
Um 1879 versuchte man das Land auch für Siedler zu erschließen und aufzuteilen. In seiner Blütezeit waren mehr als 29 Gehöfte und Dörfer im Parkgebiet zu finden. Allerdings war der Boden karg und landwirtschaftliche Nutzung fast nicht möglich, sodass viele Bauern das Gebiet wieder verließen und den Trappern und Holzfällern den Platz überließen. Hauptsächlich Biberfelle und Weymouth-Kiefern waren damals spezielle Handelswaren, die unkontrolliert abgebaut wurden und daher auch zu einer starken Dezimierung der Populationen führten.

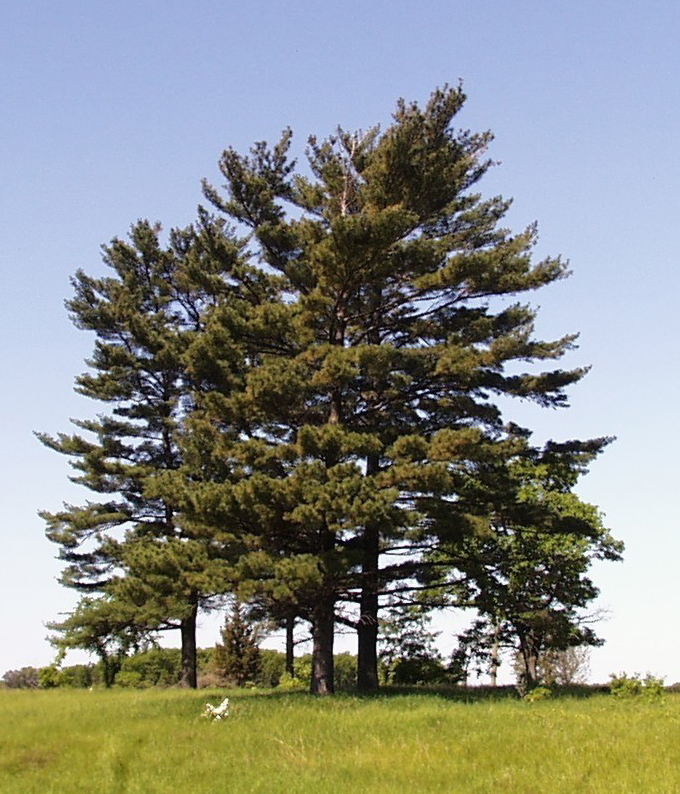
Weymouth-Kiefern

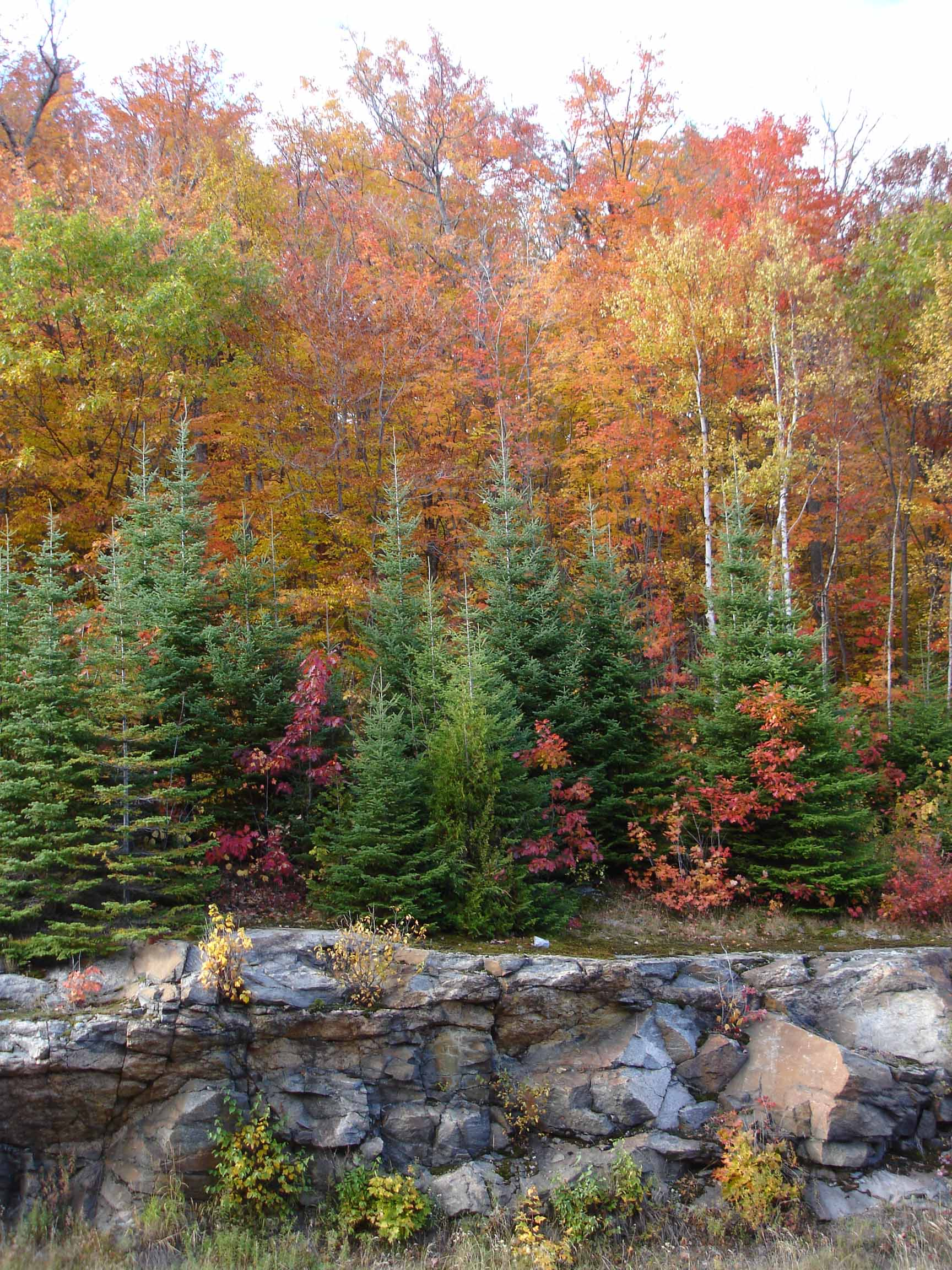
Felskliff im Park mit herbstlichem Farbspiel

Die Kiefern wurden im Frühjahr über den Ottawa River und den Sankt-Lorenz-Strom hinweg zu den Hafenstädten der naheliegenden Provinz Québec geflößt, von wo sie nach Europa, hauptsächlich England als Bauholz verschifft wurden.
Zusätzlich zu der nicht kontrollierten Pelztierjagd verwüsteten auch noch einige Waldbrände das Gebiet des heutigen Parks, sodass von den ehemals häufig vorkommenden Weymouth-Kiefer-Beständen nur noch wenige Exemplare übrig blieben.
Erst am Ende des 19. Jh. wurden die ersten Naturschutzmaßnahmen durch die damalige kanadische Regierung ins Leben gerufen und der Algonquin Provincial Park wurde 1893 gegründet. Die Regierung setzte eine Migration der Siedler aus dem Park durch und kontrollierte zudem die Pelztierjagd im Park. Auch in der Holzindustrie kam es durch die Interventionen der kanadischen Regierung und den kanadischen Großindustriellen J. R. Booth zu einem jähen Wechsel: Die Weymouth-Kiefern (Pinus Strobus) unterlagen nun einem Schutz und es wurden andere im Park vorhandene Holzarten für die Industrie interessant. J. R. Booth beschäftigte während der besten Zeiten seiner Firma über sechstausend Arbeiter und betrieb ein Eisenbahnnetz im Park. William Bell zeichnete bis 1908 eine erste Karte für Kanufahrer, das Verkehrsmittel, das in weiten Teilen als einziges die Fortbewegung ermöglichte. Dabei sind erstmals die Portagen erfasst worden.
Ab dem Anfang des 20. Jh. veränderten sich langsam die Nutzungsbedingungen für das Gebiet des Parks. Mehr und mehr Touristen und erholungsbedürftige Menschen entdeckten die natürliche Schönheit des Parks und er wurde zunehmend als Erholungs- und Feriengebiet genutzt. Es entstanden Luxushotels neben Campingplätzen und Lagerplätzen für Kanufahrer. 1934 wurden erstmals Karten per Luftbildfotografie hergestellt.
In den 1950er und 1960er Jahren entstand ein massiver Interessenkonflikt zwischen der holzverarbeitenden Industrie und der Freizeitindustrie, der erst 1974 durch die kanadische Regierung und einen Kompromiss gelöst wurde:
Der Park wurde in vier Zonen eingeteilt:
- Naturschutz und historische Zonen (Geografie, Natur, Geschichte) ca. 6 %
- Wildniszone ca. 12 %
- Erschlossene Zone (Camping, Hotels etc.) ca. 4 %
- Freizeit- und Nutzungszone (Campen, Holzfällen) 78 %

Die holzverarbeitende Industrie unterliegt dabei der Beschränkung, dass in unmittelbarer Nähe von Seeufern und Kanutragepfaden (Portagen) keine Holzfällerarbeiten durchgeführt werden dürfen.

## Die Jahreszeiten im Park
Der Park kann das gesamte Jahr über besucht werden, Teile des Gebietes sind jedoch für den Besucherverkehr im Winter, von Oktober bis etwa April gesperrt. Ganzjährig können der Campingplatz am Mew Lake, die Day Use Areas und der Highway 60 genutzt werden.
Im Frühjahr nach der Schneeschmelze ist es wieder möglich, alle Teile des Parks zu nutzen. Auffallend sind in dieser Zeit die Artenvielfalt der Blütenpflanzen und bunten Frühlingsblüher. Elche können am Highway beobachtet werden, weil sie dort das in Pfützen stehende, salzhaltige Schmelzwasser trinken. Angler können an den Seen und Bächen See- oder Bachforellen fangen. Manche Fische erreichen dort ein Gewicht von bis zu sieben Kilogramm.
Die meisten Besucher kommen im Sommer und nutzen die Fern- und Tageswanderwege, Kanurouten und Zeltplätze. Im Juni und Juli ist an den Gewässern mit Kriebelmücken und Moskitos zu rechnen. Das Logging Museum erklärt die Geschichte der Forstwirtschaft im Park. Ein 1,5 km langer Rundgang führt unter anderem an einem nachgebauten Holzfällerlager und einer dampfbetriebenen Rückemaschine vorbei. Das 1993 eröffnete Besucherzentrum bietet eine Ausstellung zur Naturgeschichte und zur Geschichte der menschlichen Besiedelung. Außerdem gibt es ein Restaurant und einen Buchladen, auch die Parkerlaubnis für Autos kann man hier erwerben.

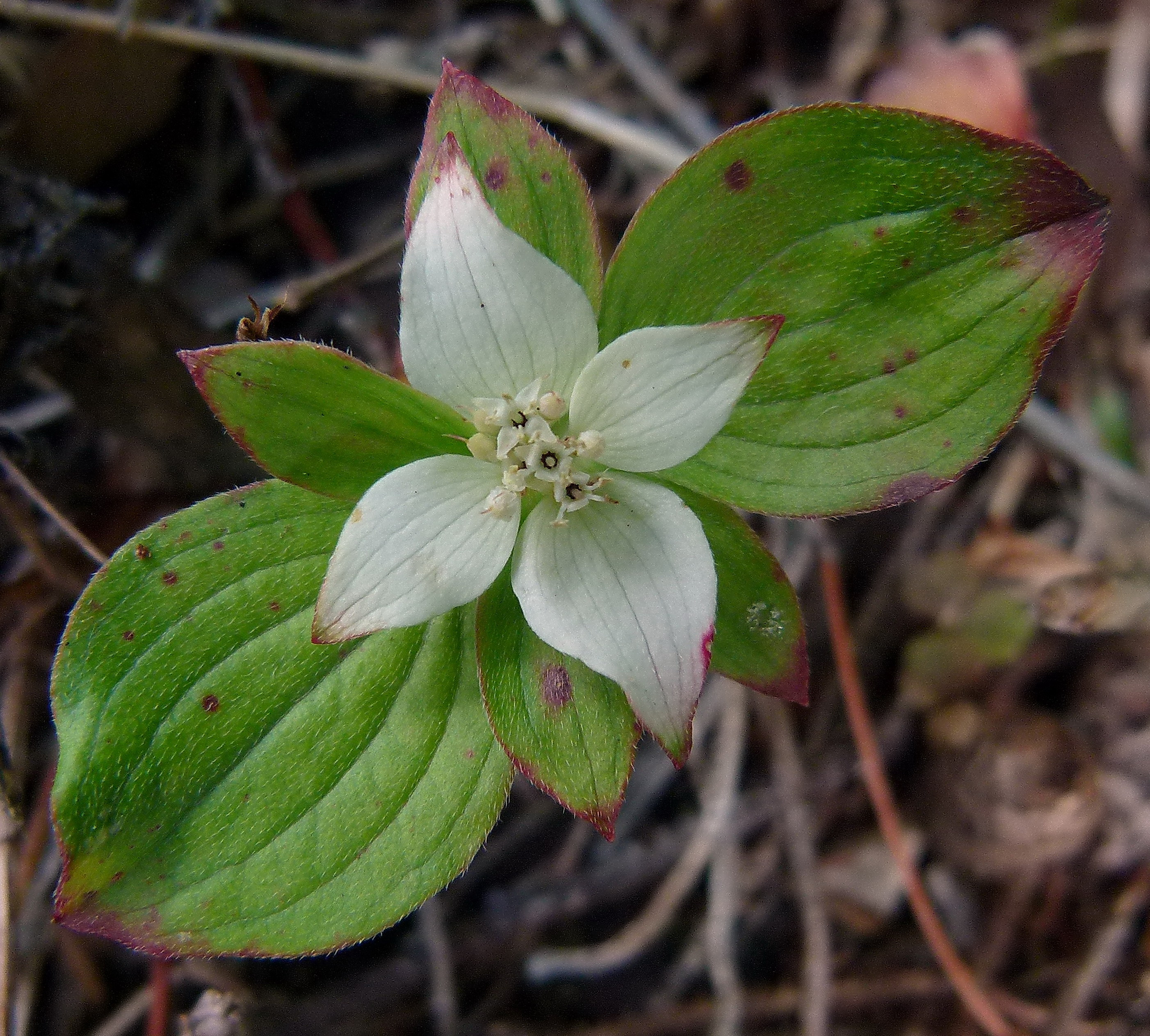
Cornus canadensis
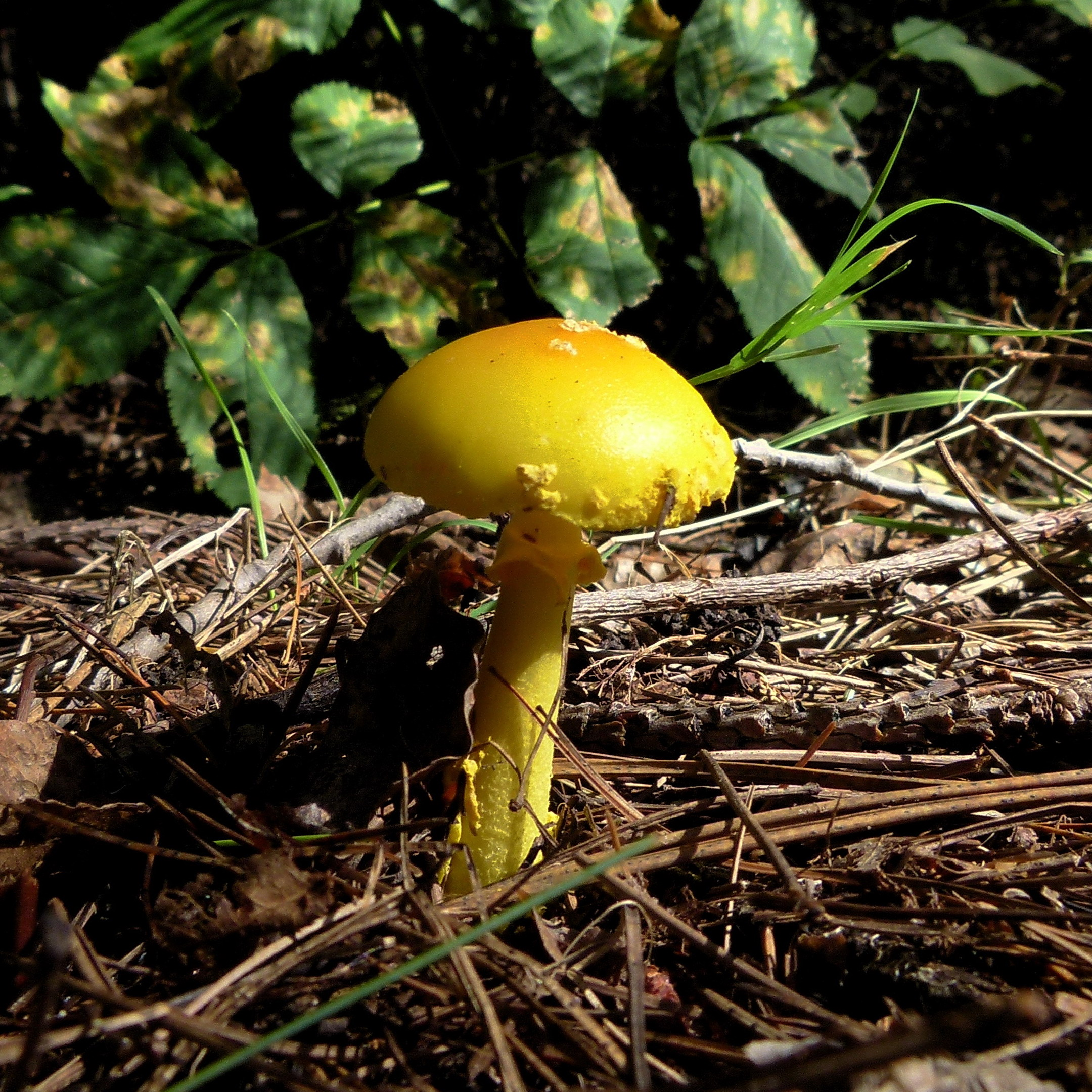
Pilz
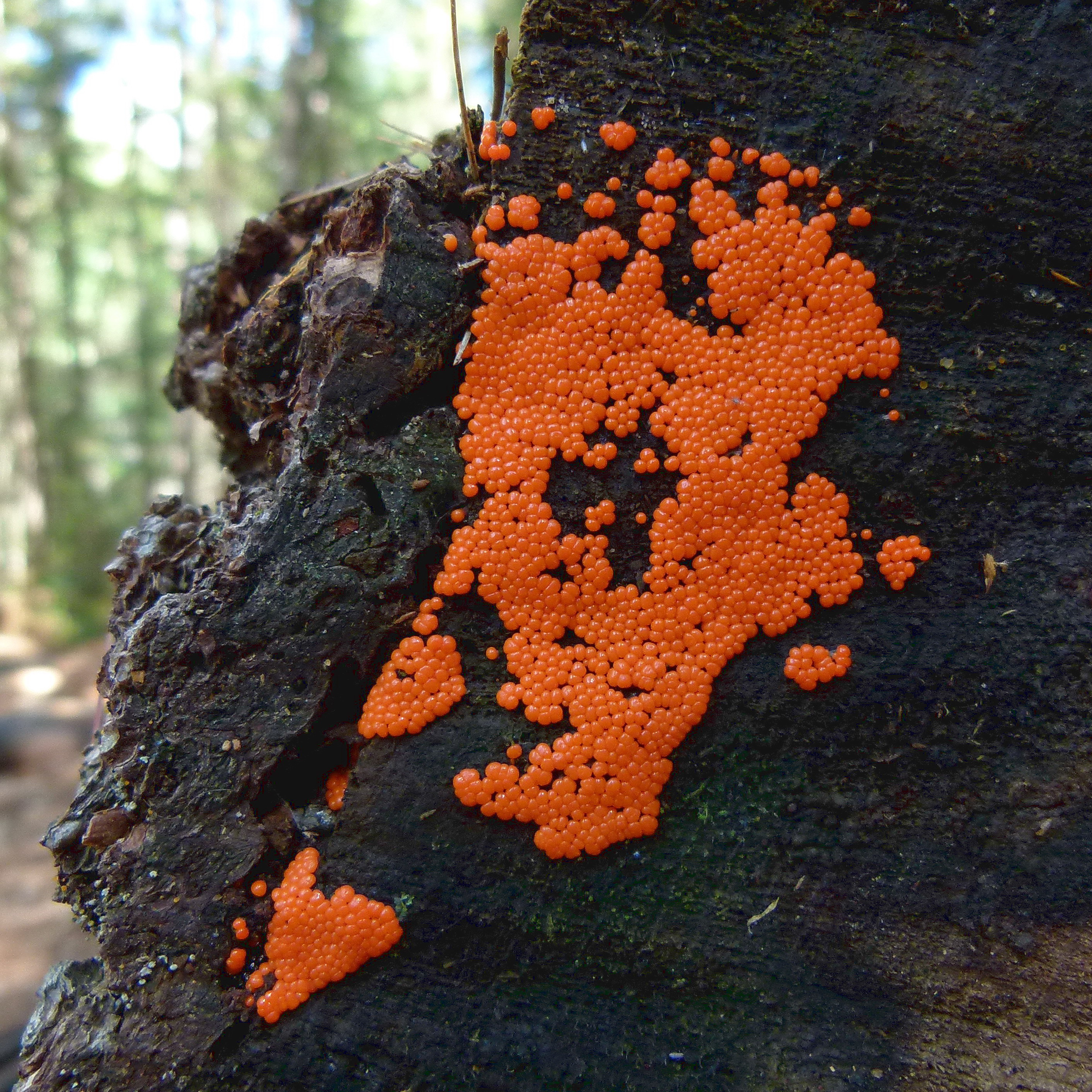
Pilze
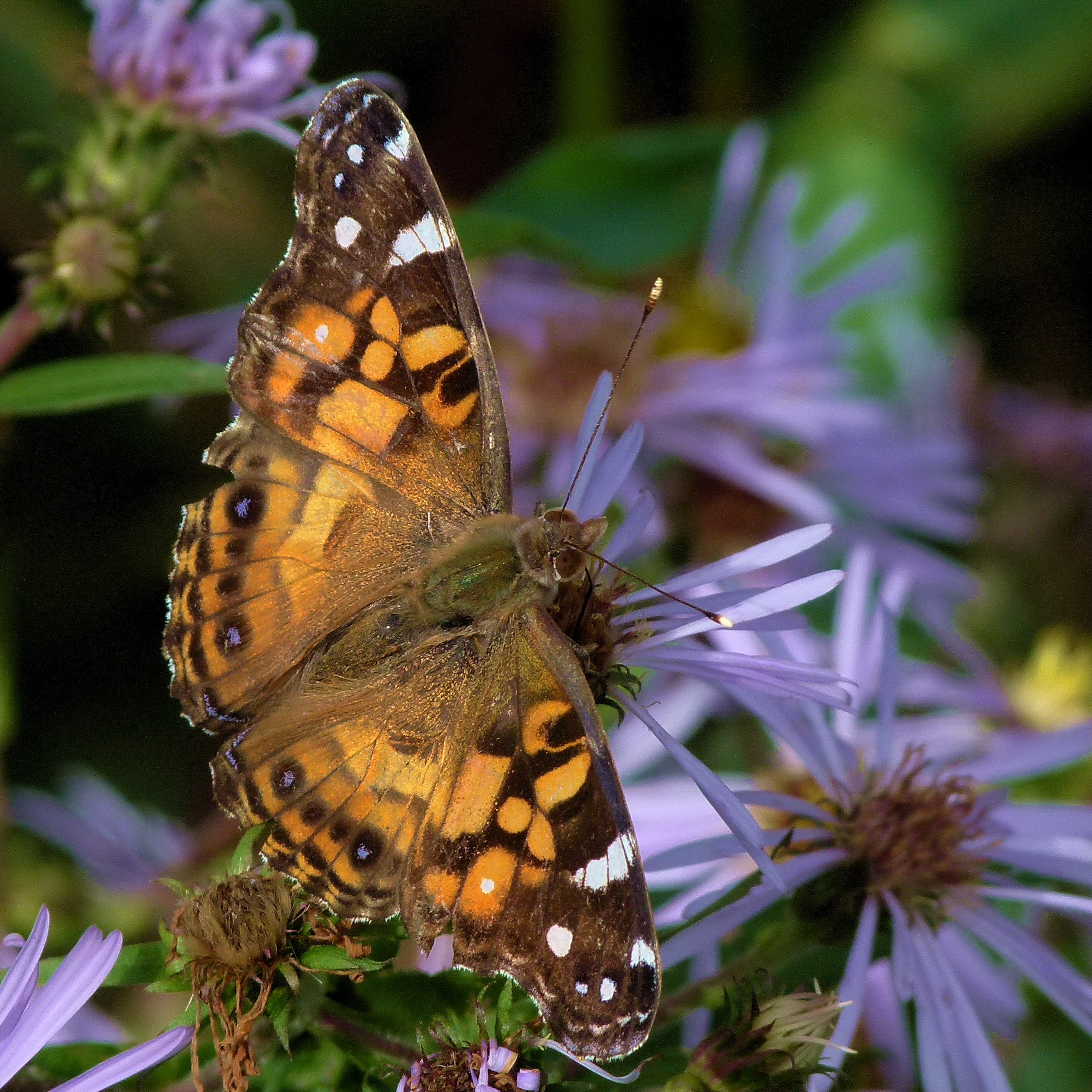
Schmetterling

Der Herbst ist die Zeit, in der sich das Laub des Zuckerahorn verfärbt und so ein außergewöhnliches Farbspiel auf die Bäume zaubert. Jetzt kann das Heulen der Wölfe erlauscht werden und es ist möglich, dass Elche gesichtet werden.
Ab etwa November beginnt es im Algonquinpark zu schneien. Die Schneedecke kann sich bis zur Mitte des Winters bis zu ca. einem Meter hoch türmen. Die Seen haben bis Weihnachten eine Eisschicht gebildet. Der Winter im Algonquin Provincial Park bietet die Möglichkeit, auf Skilanglaufpisten Ski zu fahren oder geruhsame Ausflüge mit Schneeschuhen und Hundeschlitten zu machen. Es können mitunter Temperaturen von bis zu minus 40 Grad Celsius erreicht werden.

## Wanderpfade
Im Algonquin Provincial Park gibt es dreizehn Wanderpfade mit unterschiedlichen Längen und Schwierigkeitsgraden. Der kürzeste Pfad ist der Hardwood-Lookout-Pfad mit einer Länge von ca. 0,8 km, für den eine ca. 45-minütige Wanderzeit eingeplant werden sollte. Von einem markierten Aussichtspunkt aus, kann man eine wunderschöne Aussicht über den Smoke Lake genießen und besonders im Mai, wenn die Blüten der Frühlingsblumen hervorlugen und im September/Oktober, wenn die Blätter der Zuckerahornbäume ihre herbstlichen Farben bekommen, lohnt es sich diesen Wanderpfad entlang steiler Abhänge zu begehen.
Der längste Pfad mit ca. elf Kilometer Länge ist der Mizzy-Lake-Pfad, für den ein einzelner Wanderer ca. fünf Stunden Zeit einplanen sollte. Der Wanderer kann hier teilweise Sümpfe über Holzstege überqueren und die Ufer kleiner Flüsse besuchen, um verschiedene Tierarten wie Elche, Füchse, Eistaucher, Streifenhörnchen, Wölfe, Schwarzbären und Waschbären zu beobachten.

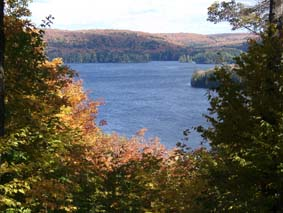
Aussicht auf den Smoke Lake

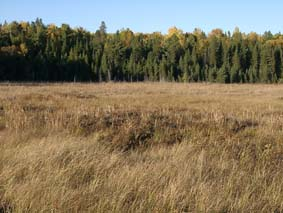
Aussicht über den Beaver-Pond-Pfad

Hier die einzelnen Wanderpfade:
- Whisky-Rapids-Pfad
- Hardwood-Lookout-Pfad

- Mizzy-Lake-Pfad
- Peck-Lake-Pfad
- Track-und-Tower-Pfad
- Hemlock-Bluff-Pfad
- Bat-Lake-Pfad
- Two-Rivers-Pfad
- Lookout-Pfad
- Booth's-Rock-Pfad
- Spruce-Bog-Pfad
- Beaver-Pond-Pfad

- Centennial-Ridges-Pfad

### Fernwanderwege
Die Fernwanderwege sind der Highland-Fernwanderweg, der Western Uplands und der Eastern Pines Rundweg mit Längen von 6 bis 88 km. Ausgangspunkte für diese Wege befinden sich am Grand Lake, am Highway 60 und am Rain Lake, sowie am Westeingang des Parks.

### Fahrradwege
Im Park sind außer den Fernwanderwegen und den Wanderwegen und Kanurouten auch Fahrradwege angelegt. Der Minnesing-Mountain-Bike-Pfad und der Old-Railway-Fahrradweg sind zwei der kürzeren Strecken die auch von Tagestouristen abgefahren werden können.

## Seen im Park
Diese Seen sind vom Highway 60 her direkt zu erreichen:
- Amikeus Lake
- Brewer Lake
- Canoe Lake
- Cedar Lake
- Coot Lake
- Der Lake of Two Rivers ist südlich des Highway 60 gelegen und etwa 35 Kilometer vom westlichen sowie 21 km vom östlichen Eingang des Parks entfernt. Am See selbst gibt es ein Picknickgelände mit Strand und einen Campingplatz. Auf einer Halbinsel findet sich eins der drei im Park vorhandenen Lodge-Hotels. Ein Freilichttheater liegt an der östlichen Seite des Sees. Hier inszenieren die Ranger im Sommer einmal wöchentlich am Abend das Wolfsgeheul, und wenn Wölfe in der Nähe sind, antworten diese sogar. Vom Cache Lake her kommend, wird der Lake of Two Rivers durch den North Madawaska River gespeist, der hier am See endet. Am südlichen Ufer des Sees führt der etwa 5,1 km lange Booths-Rock-Pfad entlang zum Pog Lake, südlich zum Whitefish Lake und Rock Lake, wo er in einer Schleife endet. In ca. zwei Kilometer Entfernung führt der Highland-Fernwanderweg vorbei. Der Two-Rivers-Pfad mit seinen 2,1 km Länge liegt auf der nördlichen Seite des Highway 60 direkt gegenüber und bietet einen Ausblick auf den See. Es bestehen zahlreiche Möglichkeiten Wassersport zu betreiben, jedoch sind lediglich Boote bis zu 20 PS zugelassen. Wasserski und Jetski sind aus Naturschutzgründen nicht erlaubt.
- Linda Lake
- Mizzy Lake
- North Tea Lake
- Opeongo Lake
- Peck Lake
- Radiant Lake
- Rain Lake
- Smooth Lake
- Source Lake
- Der Tea Lake liegt nördlich des Highway 60 etwa elf km vom westlichen und 45 km vom östlichen Eingang entfernt. Der Tea Lake Campground liegt südöstlich des Sees zwischen dem Highway 60 und dem See. Am südwestlichen Ende des Sees liegt außerdem ein Picknickplatz, der von Tagestouristen genutzt werden kann. Von dort ist es nicht weit bis zum Whisky-Rapids-Pfad, der auf seinen ca. 2,1 km einen Ausblick auf die Landschaft Algonquins bietet. Der Tea Lake wird vom Amable du Fond gespeist und mündet über die Tea Falls in den See. Er hat einige kleine Inseln, die durch Aufschwemmung und Strömung im Laufe der Jahrhunderte entstanden und die lediglich mit dem Kanu zu erreichen sind. Auch eine Höhle die per Kanu zu erreichen ist, kann besichtigt werden. Das Wasser des Sees fließt über den Oxtongue River in den Canoe und Smoke Lake ab.
- Whitefish Lake

## Flüsse
Die Quellen dieser Flüsse liegen in den Schutzzonen des Parks:
- Madawaska River
- Muskoka River
- Magnetawan River
- Amable du Fond River
- Petawawa River
- Bonnechere River
- York River

## Freizeitmöglichkeiten im Park

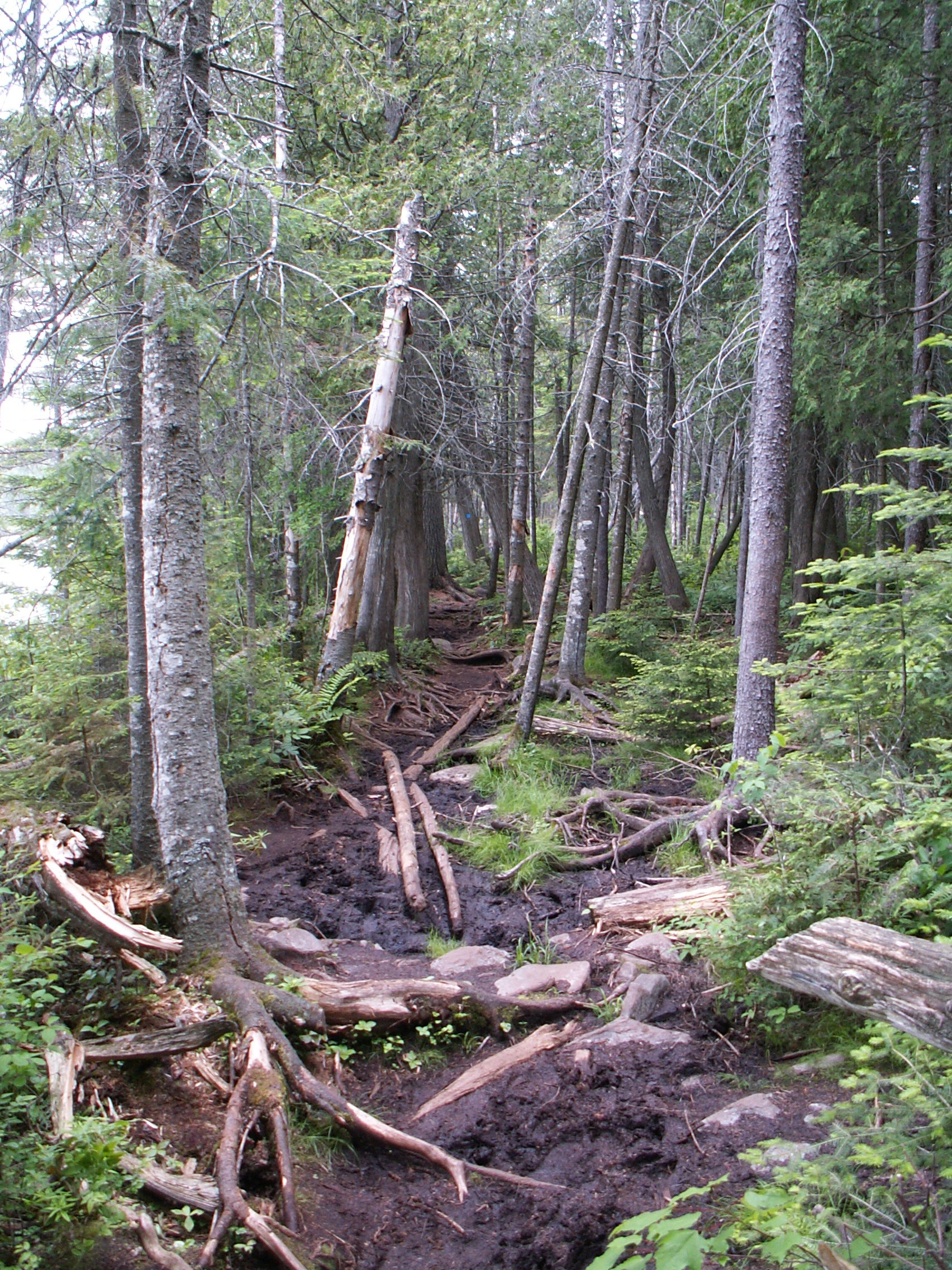
Durch Biber unter Wasser gesetztes Waldstück im Algonquin Provincial Park

Im Algonquin Provincial Park wird das Wandern und Campen großgeschrieben. Auf vielen Campingplätzen und auch auf mitten im Park angelegten Übernachtungsmöglichkeiten haben die Besucher die Chance, sich nach einer anstrengenden Tour mit dem Kanu, dem Kajak oder auch zu Fuß zu erholen. Die zahlreichen Tragestellen (engl. Portage) zwischen den Seen, Fernwanderwege und Wanderwege werden im Frühjahr und Sommer von den Touristen wie den Einheimischen auf vielfältige Weise genutzt, und auch Angebote wie Schwimmen, Radfahren und Paddellehrgänge für unerfahrene und ungeübte Kanuten werden angeboten.
Die zahlreichen Seen und Flüsse laden zum Angeln ein, und Möglichkeiten, Tiere zu beobachten und zu fotografieren, sind zu allen Jahreszeiten gegeben. Im Winter bieten sich Unternehmungen wie Hundeschlittenfahrten, Skilanglauf und Eisangeln sowie Spaziergänge auf Schneeschuhen durch die winterliche Landschaft an.

## Forschung
Seit den 1930ern wird im Park Wissenschaft betrieben. Es gibt vier Forschungseinrichtungen: Harkness Laboratory of Fisheries Research, Wildlife Research Station, Timber Research Station und das Besucherinformationszentrum. Über 1.800 wissenschaftliche Arbeiten wurden veröffentlicht, die einen großen Themenbereich umfassen, u. a. Biologie, Geologie, Forstwirtschaft, Geschichte.
Aufgrund der abgelegenen Region und der guten und schnellen Möglichkeit, vom Hauptsitz des National Research Council in Ottawa zum Park zu gelangen, wurde 1959 das Algonquin Radio Observatory (ARO) eröffnet, das heute für Forschungszwecke von einem Privatunternehmen betrieben wird.